# Tên lửa đẩy hạng trung
Tên lửa đẩy hạng trung (Tiếng Anh: medium-lift launch vehicle (MLV)) là tên lửa đẩy có khả năng phóng tải trọng từ 2.000 đến 20.000 kg (4.400 đến 44.100 lb) (theo định nghĩa của NASA) hoặc từ 5.000 đến 20.000 kilôgam (11.000 đến 44.000 lb) (theo định nghĩa của Nga) lên quỹ đạo Trái đất tầm thấp (LEO).

## Danh sách các tên lửa đẩy hạng trung
| Phương tiện phóng                             | Xuất xứ                | Nhà sản xuất                                         | Tải trọng lên LEO (kg)            | Tải trọng lên các quỹ đạo khác                                          | Số lần phóng                     | Trạng thái      | Lần phóng đầu | Lần phóng cuối |
| --------------------------------------------- | ---------------------- | ---------------------------------------------------- | --------------------------------- | ----------------------------------------------------------------------- | -------------------------------- | --------------- | ------------- | -------------- |
| Vostok                                        | Liên Xô                | RSC Energia                                          | 4.730                             |                                                                         | 163                              | Ngừng hoạt động | 1958          | 1991           |
| Saturn I                                      | Hoa Kỳ                 | Chrysler & Douglas                                   | 9.000                             |                                                                         | 10                               | Ngừng hoạt động | 1961          | 1965 long      |
| Atlas-Centaur                                 | Hoa Kỳ                 | Lockheed                                             | 5.100                             |                                                                         | 61                               | Ngừng hoạt động | 1962          | 1983           |
| Titan II GLV                                  | Hoa Kỳ                 | Martin                                               | 3.580                             |                                                                         | 12                               | Ngừng hoạt động | 1964          | 1966           |
| Titan IIIC                                    | Hoa Kỳ                 | Martin                                               | 13.100                            | 3.000 (GTO) 1.200 (Quỹ đạo chuyển tiếp sao Hỏa)                         | 36                               | Ngừng hoạt động | 1965          | 1982           |
| Molniya-M                                     | Liên Xô Nga            | Trung tâm nghiên cứu chế tạo tên lửa vũ trụ Progress | 2.400                             |                                                                         | 280                              | Ngừng hoạt động | 1965          | 2010           |
| Proton-K                                      | Liên Xô Nga            | Khrunichev                                           | 19.760                            |                                                                         | 311                              | Ngừng hoạt động | 1965          | 2012           |
| Soyuz original                                | Liên Xô                | OKB-1                                                | 6.450                             |                                                                         | 32                               | Ngừng hoạt động | 1966          | 1975           |
| R-36 Tsyklon                                  | Liên Xô Ukraina        | Yuzhmash                                             | 2,820-5,250 (tùy từng phiên bản)  | 500-910 lên Quỹ đạo địa tĩnh                                            | 236                              | Ngừng hoạt động | 1967          | 2009           |
| Soyuz-L                                       | Liên Xô                | OKB-1                                                | 5.500                             |                                                                         | 3                                | Ngừng hoạt động | 1970          | 1971           |
| Titan IIID                                    | Hoa Kỳ                 | Martin                                               | 12.300                            |                                                                         | 22                               | Ngừng hoạt động | 1971          | 1982           |
| Soyuz-M                                       | Liên Xô                | OKB-1                                                | 6.600                             |                                                                         | 8                                | Ngừng hoạt động | 1971          | 1976           |
| Soyuz-U                                       | Liên Xô Nga            | Trung tâm nghiên cứu chế tạo tên lửa vũ trụ Progress | 6.900                             |                                                                         | 786                              | Ngừng hoạt động | 1973          | 2017           |
| Feng Bao 1                                    | Trung Quốc             | Cục thiết kế Thượng Hải số 2                         | 2.500                             |                                                                         | 8                                | Ngừng hoạt động | 1973          | 1981           |
| Trường Chinh 2A                               | Trung Quốc             | CALT                                                 | 2.000                             |                                                                         | 4                                | Ngừng hoạt động | 1974          | 1976           |
| Titan IIIE                                    | Hoa Kỳ                 | Martin Marietta                                      | 15.400                            | 3.700 Quỹ đạo chuyển tiếp sao Hỏa                                       | 7                                | Ngừng hoạt động | 1974          | 1977           |
| Delta 3920–5920                               | Hoa Kỳ                 | Douglas                                              | 3.452–3,848                       |                                                                         | 30                               | Ngừng hoạt động | 1980          | 1990           |
| N-II                                          | Nhật Bản               | Mitsubishi                                           | 2.000                             |                                                                         | 8                                | Ngừng hoạt động | 1981          | 1987           |
| Soyuz-U2                                      | Liên Xô                | Trung tâm nghiên cứu chế tạo tên lửa vũ trụ Progress | 7.050                             |                                                                         | 72                               | Ngừng hoạt động | 1982          | 1995           |
| Trường Chinh 2C                               | Trung Quốc             | CALT                                                 | 3.850                             | 1.900 Quỹ đạo đồng bộ Mặt trời                                          | 56                               | Đang hoạt động  | 1982          |                |
| Atlas G                                       | Hoa Kỳ                 | Lockheed                                             | 5.900                             |                                                                         | 7                                | Ngừng hoạt động | 1984          | 1989           |
| Trường Chinh 3                                | Trung Quốc             | CALT                                                 | 5.000                             | 1.340 lên Quỹ đạo địa tĩnh                                              | 14                               | Ngừng hoạt động | 1984          | 2000           |
| Zenit-2                                       | Liên Xô Ukraina        | Yuzhnoye                                             | 13.740                            |                                                                         | 36                               | Ngừng hoạt động | 1985          | 2004           |
| H-I                                           | Nhật Bản               | Mitsubishi                                           | 3.200                             | 1.100 lên Quỹ đạo địa tĩnh                                              | 9                                | Ngừng hoạt động | 1986          | 1992           |
| Trường Chinh 4A                               | Trung Quốc             | Cục thiết kế Thượng Hải số 2                         | 4.000                             |                                                                         | 2                                | Ngừng hoạt động | 1988          | 1990           |
| Ariane 4                                      | Liên minh châu Âu Pháp | Aérospatiale                                         | 7.600                             | 4.800 lên Quỹ đạo địa tĩnh                                              | 116                              | Ngừng hoạt động | 1988          | 2003           |
| Delta II                                      | Hoa Kỳ                 | United Launch Alliance                               | 6.100                             | 2.170 lên Quỹ đạo địa tĩnh 1,000 to HCO                                 | 156                              | Ngừng hoạt động | 1989          | 2018           |
| Atlas I, II, III                              | Hoa Kỳ                 | Lockheed                                             | 5.900–8,686                       | 2.340–4,609 lên Quỹ đạo địa tĩnh                                        | 80                               | Ngừng hoạt động | 1990          | 2005           |
| Trường Chinh 2E                               | Trung Quốc             | CALT                                                 | 9.200                             |                                                                         | 7                                | Ngừng hoạt động | 1990          | 1995           |
| Trường Chinh 2D                               | Trung Quốc             | Cục thiết kế Thượng Hải số 2                         | 3.500                             | 1.300 Quỹ đạo đồng bộ Mặt trời                                          | 52                               | Đang hoạt động  | 1992          |                |
| PSLV                                          | Ấn Độ                  | ISRO                                                 | 3.800                             | 1.200 lên Quỹ đạo địa tĩnh 1.750 Quỹ đạo đồng bộ Mặt trời               | 50                               | Đang hoạt động  | 1993          |                |
| H-II / IIS                                    | Nhật Bản               | Mitsubishi                                           | 10.060                            | 4.000 lên Quỹ đạo địa tĩnh                                              | 7                                | Ngừng hoạt động | 1994          | 1999           |
| Trường Chinh 3A                               | Trung Quốc             | CALT                                                 | 6.000                             | 2.600 lên Quỹ đạo địa tĩnh 5,000 Quỹ đạo đồng bộ Mặt trời               | 27                               | Đang hoạt động  | 1994          |                |
| Trường Chinh 3B                               | Trung Quốc             | CALT                                                 | 11.200                            | 5.100 lên Quỹ đạo địa tĩnh 5,700 Quỹ đạo đồng bộ Mặt trời               | 12                               | Ngừng hoạt động | 1996          | 2012           |
| Delta III                                     | Hoa Kỳ                 | Boeing                                               | 8.290                             | 3.810 lên Quỹ đạo địa tĩnh                                              | 3                                | Ngừng hoạt động | 1998          | 2000           |
| Dnepr                                         | Ukraina                | Yuzhmash                                             | 4.500                             | 2.300 lên Quỹ đạo địa tĩnh 550 to TLI                                   | 22                               | Ngừng hoạt động | 1999          | 2015           |
| Zenit-3                                       | Ukraina                | Yuzhmash                                             | 7.000                             | 6.160 lên Quỹ đạo địa tĩnh                                              | 46                               | Đang hoạt động  | 1999          |                |
| Trường Chinh 2F                               | Trung Quốc             | CALT                                                 | 8.400                             | 3.500 lên Quỹ đạo địa tĩnh                                              | 15                               | Đang hoạt động  | 1999          |                |
| Trường Chinh 4B/4C                            | Trung Quốc             | Cục thiết kế Thượng Hải số 2                         | 4.200                             | 1.500 lên Quỹ đạo địa tĩnh 2,800 Quỹ đạo đồng bộ Mặt trời               | 76                               | Đang hoạt động  | 1999          |                |
| H-IIA                                         | Nhật Bản               | Mitsubishi                                           | 10,000-15,000                     | 4,100-6,000 lên Quỹ đạo địa tĩnh                                        | 39                               | Đang hoạt động  | 2001          |                |
| Soyuz-FG                                      | Nga                    | Trung tâm nghiên cứu chế tạo tên lửa vũ trụ Progress | 6.900                             |                                                                         | 70                               | Ngừng hoạt động | 2001          | 2019           |
| GSLV Mk.I                                     | Ấn Độ                  | ISRO                                                 | 4,000                             | 2,150 lên Quỹ đạo địa tĩnh                                              | 6                                | Ngừng hoạt động | 2001          | 2010           |
| Atlas V                                       | Hoa Kỳ                 | United Launch Alliance                               | 18.850                            | 8.900 lên Quỹ đạo địa tĩnh                                              | 86                               | Đang hoạt động  | 2002          |                |
| Soyuz-2/Soyuz ST                              | Nga                    | Trung tâm nghiên cứu chế tạo tên lửa vũ trụ Progress | 8.200                             | 3.250 lên Quỹ đạo địa tĩnh 4,400 Quỹ đạo đồng bộ Mặt trời               | 73                               | Đang hoạt động  | 2006          |                |
| Trường Chinh 3B/E                             | Trung Quốc             | CALT                                                 | 11.500                            | 5.500 lên Quỹ đạo địa tĩnh 6,900 Quỹ đạo đồng bộ Mặt trời               | 63                               | Đang hoạt động  | 2007          |                |
| Trường Chinh 3C                               | Trung Quốc             | CALT                                                 | 9.100                             | 3.800 lên Quỹ đạo địa tĩnh 6,500 Quỹ đạo đồng bộ Mặt trời               | 15                               | Đang hoạt động  | 2008          |                |
| H-IIB                                         | Nhật Bản               | Mitsubishi Heavy Industries                          | 19.000                            | 8.000 lên Quỹ đạo địa tĩnh                                              | 9                                | Ngừng hoạt động | 2009          | 2020           |
| Falcon 9 v1.0                                 | Hoa Kỳ                 | SpaceX                                               | 10.450                            | 4.540 lên Quỹ đạo địa tĩnh                                              | 5                                | Ngừng hoạt động | 2010          | 2013           |
| GSLV Mk.II                                    | Ấn Độ                  | ISRO                                                 | 5.000                             | 2.700 lên Quỹ đạo địa tĩnh                                              | 7                                | Đang hoạt động  | 2010          |                |
| Antares 110–130                               | Hoa Kỳ                 | Orbital Sciences                                     | 5.100                             | 1.500 Quỹ đạo đồng bộ Mặt trời                                          | 5                                | Ngừng hoạt động | 2013          | 2014           |
| Falcon 9 v1.1                                 | Hoa Kỳ                 | SpaceX                                               | 13.150                            | 4.850 lên Quỹ đạo địa tĩnh                                              | 15                               | Ngừng hoạt động | 2013          | 2016           |
| Soyuz-2.1v                                    | Nga                    | Trung tâm nghiên cứu chế tạo tên lửa vũ trụ Progress | 2.800                             | 1.400 Quỹ đạo đồng bộ Mặt trời                                          | 7                                | Đang hoạt động  | 2013          | 2021           |
| Falcon 9 Full Thrust (Falcon 9 Block 3 and 4) | Hoa Kỳ                 | SpaceX                                               | 15.600+                           | 7.075+ lên Quỹ đạo địa tĩnh                                             | 63                               | Ngừng hoạt động | 2015          | 2018           |
| Antares 230                                   | Hoa Kỳ                 | Northrop Grumman                                     | 7.800                             | 3.000 Quỹ đạo đồng bộ Mặt trời                                          | 3                                | Đang hoạt động  | 2016          |                |
| Trường Chinh 7/7A                             | Trung Quốc             | CALT                                                 | 13.500                            | 5.500 Quỹ đạo đồng bộ Mặt trời 7.000 lên Quỹ đạo địa tĩnh               | 5                                | Đang hoạt động  | 2016          |                |
| GSLV Mk.III                                   | Ấn Độ                  | ISRO                                                 | 10.000                            | 4.000 lên Quỹ đạo địa tĩnh                                              | 4                                | Đang hoạt động  | 2017          |                |
| Falcon 9 Block 5                              | Hoa Kỳ                 | SpaceX                                               | 15,600 reusable 22.800 expendable | 5,500 lên Quỹ đạo địa tĩnh 8.300 lên Quỹ đạo địa tĩnh 4,020 lên sao Hỏa | Bản mẫu:Falcon rocket statistics | Đang hoạt động  | 2018          |                |
| Trường Chinh 8                                | Trung Quốc             | CALT                                                 | 8.100                             | 4.500 Quỹ đạo đồng bộ Mặt trời                                          | 1                                | Đang hoạt động  | 2020          |                |
| H3                                            | Nhật Bản               | Mitsubishi Heavy Industries                          | 4.000                             | 4.000-7.900                                                             | 0                                | Đang phát triển | 2021          |                |
| Angara 1.2                                    | Nga                    | Khrunichev                                           | 3.500                             |                                                                         | 0                                | Đang phát triển | 2021          |                |
| Nuri                                          | Hàn Quốc               | KARI                                                 | 2.600 (LEO, 300 km)               | 1.500 LEO (600~800 km)                                                  | 0                                | Đang phát triển | 2021          |                |
| Vega-C                                        | Liên minh châu Âu      | ArianeGroup                                          |                                   | 2.200 Quỹ đạo đồng bộ Mặt trời (700 km)                                 | 0                                | Đang phát triển | 2021          |                |
| Ariane 6 (A62)                                | Liên minh châu Âu      | ArianeGroup                                          | 10.350                            | 5.000 lên Quỹ đạo địa tĩnh                                              | 0                                | Đang phát triển | 2022          |                |
| Irtysh                                        | Nga                    | Trung tâm nghiên cứu chế tạo tên lửa vũ trụ Progress | 18.000                            | 5.000 lên Quỹ đạo địa tĩnh                                              | 0                                | Đang phát triển | 2022          |                |
| Unified Launch Vehicle                        | Ấn Độ                  | Indian Space Research Organization                   | 4.500-15000                       | 1.500-6000 lên Quỹ đạo địa tĩnh                                         | 0                                | Đang phát triển | 2022          |                |
| Neutron                                       | New Zealand Hoa Kỳ     | Rocket Lab                                           | 8.000                             |                                                                         | 0                                | Đang phát triển | 2024          |                |
| Terran R                                      | Hoa Kỳ                 | Relativity Space                                     | 20.000                            |                                                                         | 0                                | Đang phát triển | 2024          |                |

## Ảnh

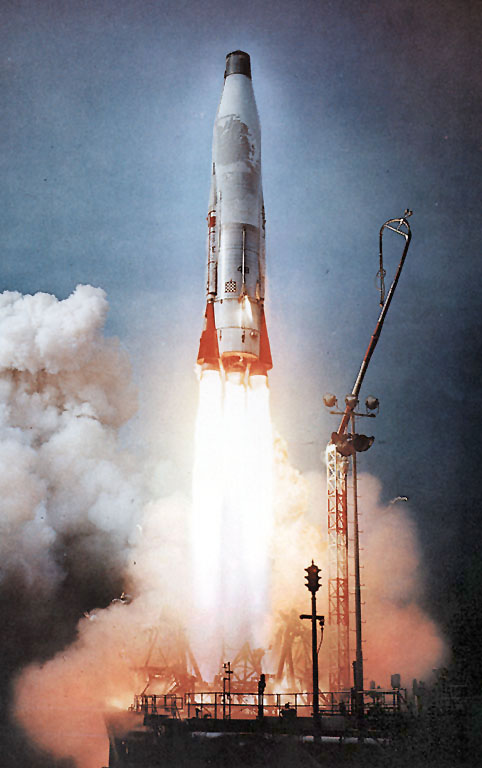
Tên lửa ICBM Atlas B
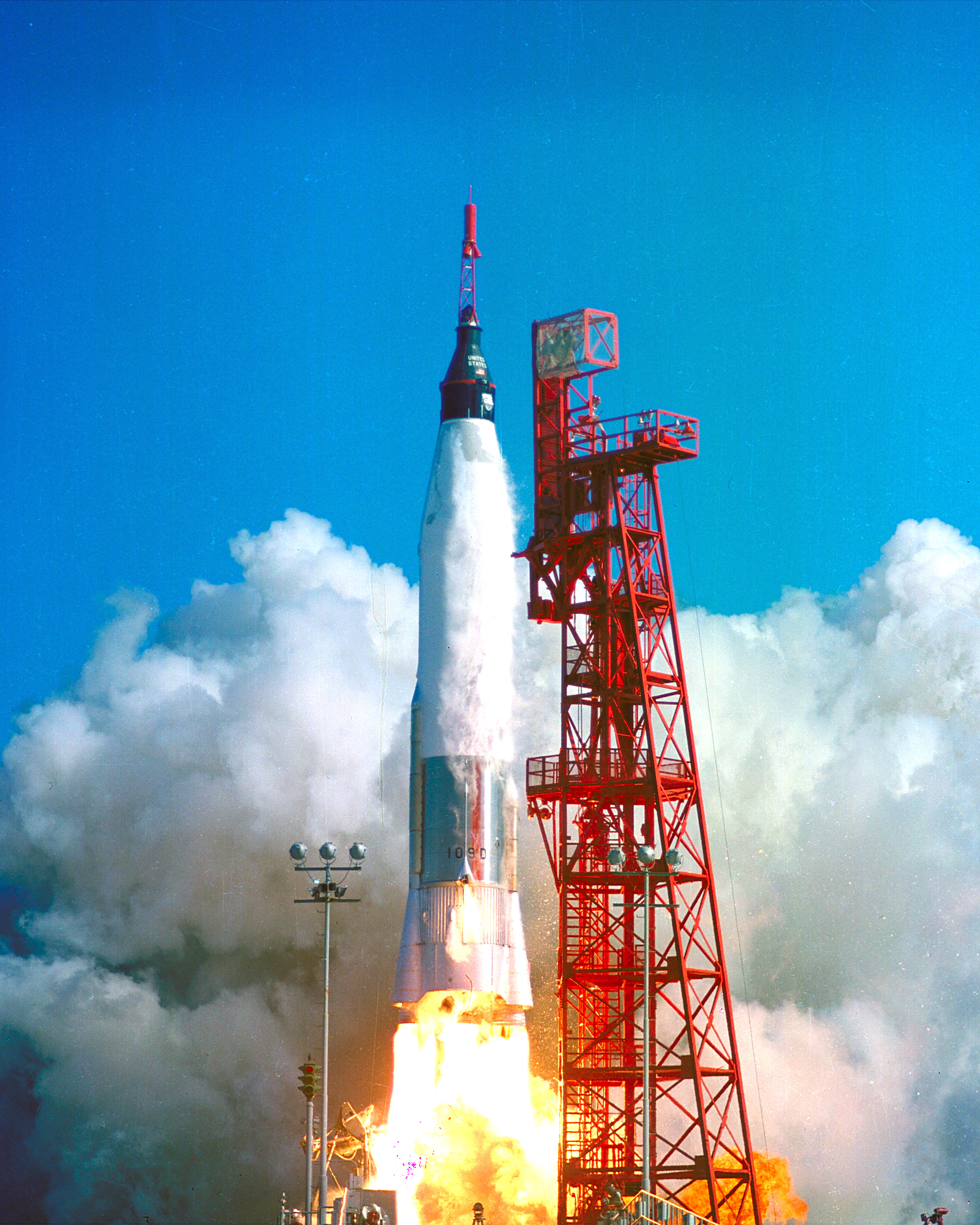
Tên lửa Atlas trong sứ mệnh Friendship 7
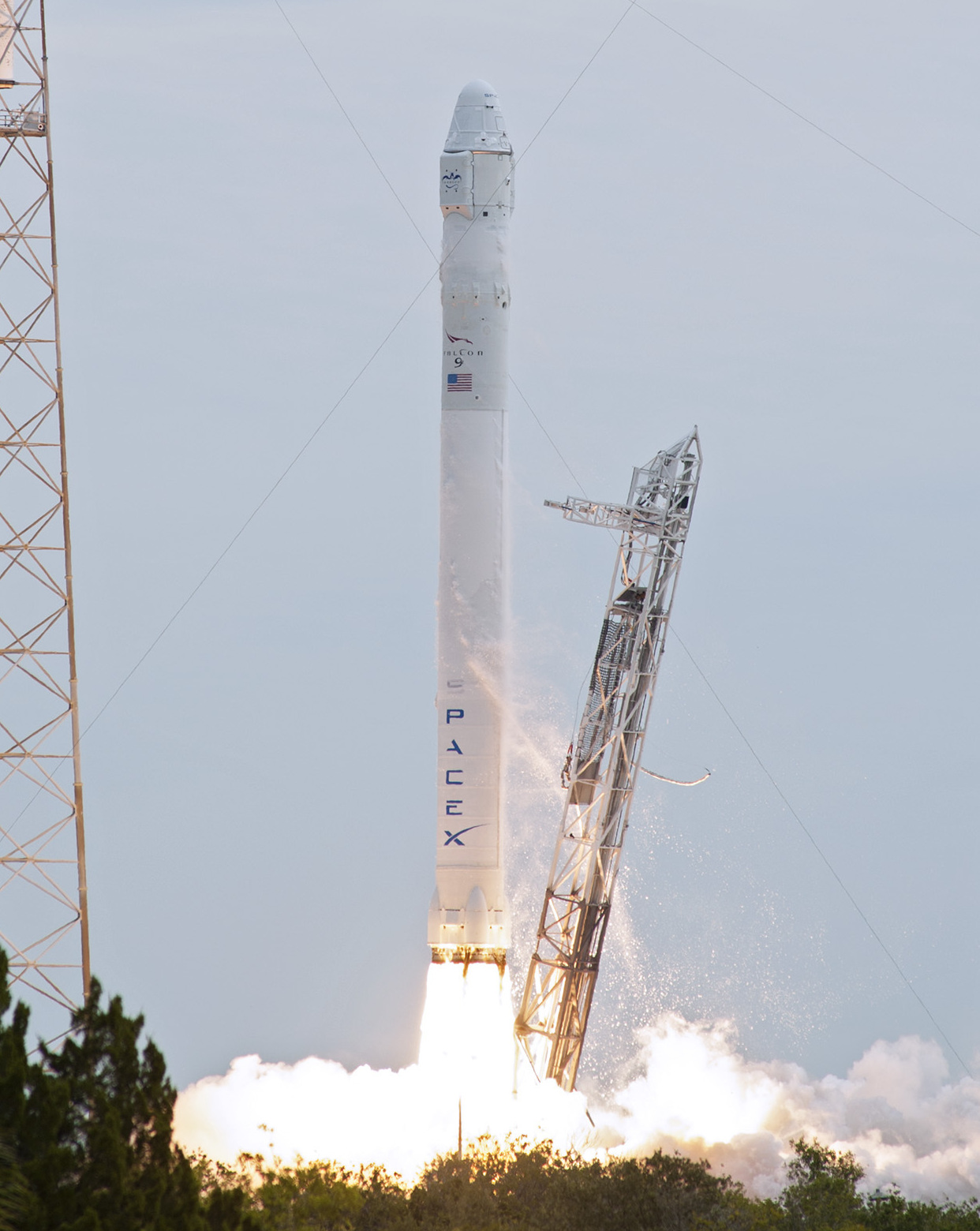
Tên lửa Falcon 9 v1.0 đưa tàu vũ trụ không người lái Dragon lên quỹ đạo vào năm 2012
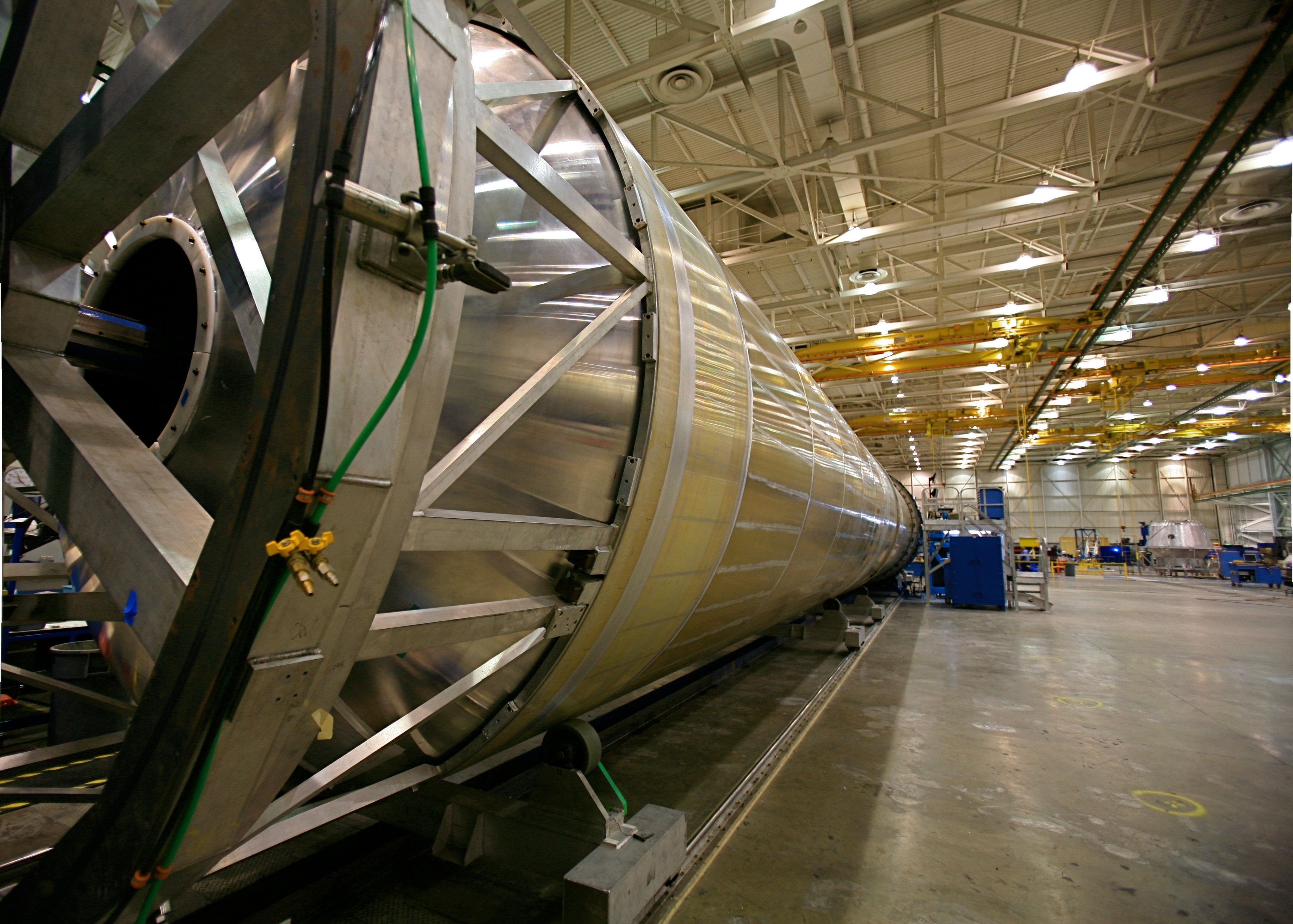
Tầng đẩy tăng cường của Falcon 9
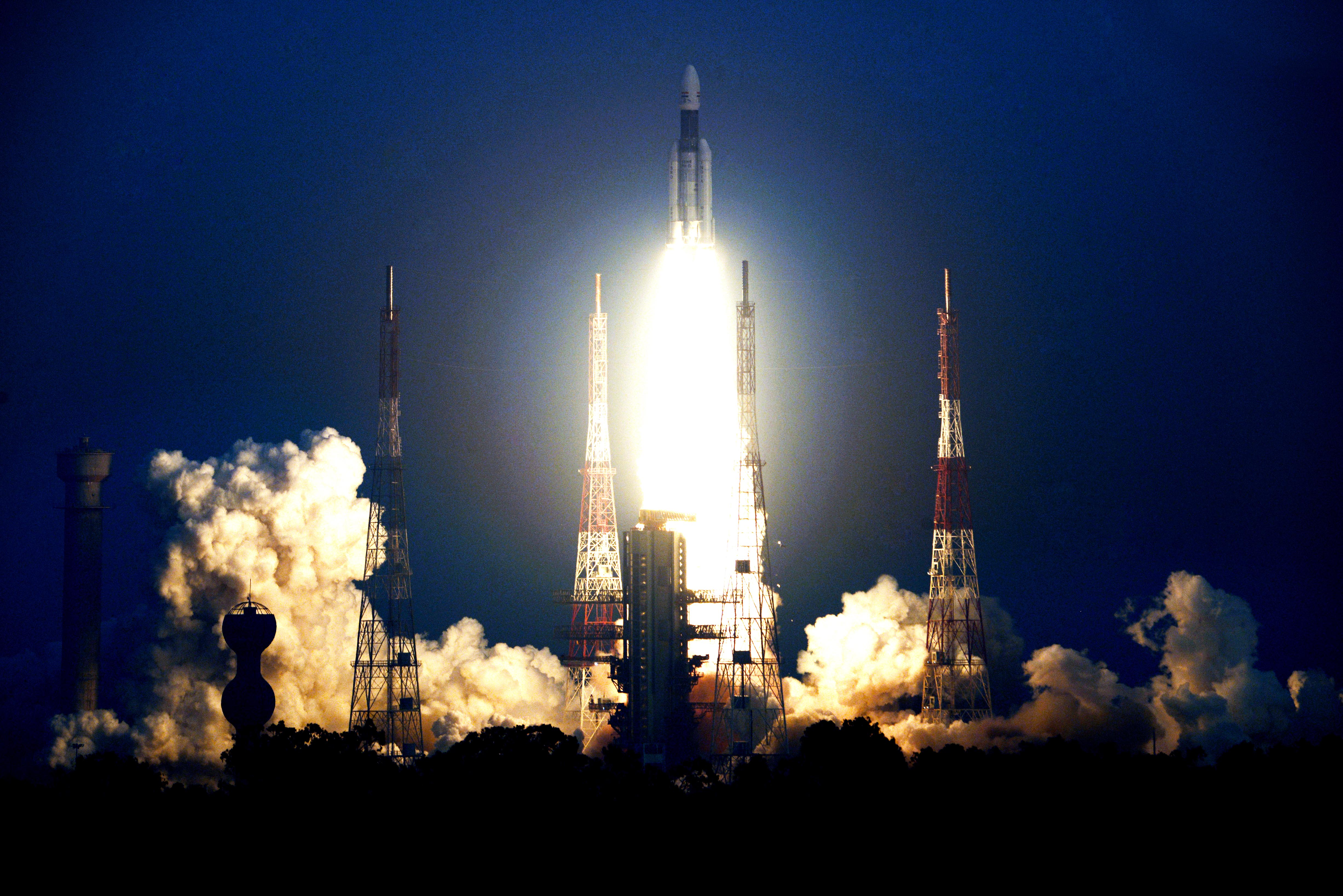
Vụ phóng tên lửa GSLV Mk lll D2 với vệ tinh GSAT-29 từ SHAR, Ấn Độ.